# Orange Ball
Orange Ball (jap. オレンジボール Orenji Bōru) − pierwszy album (minialbum) japońskiej grupy muzycznej Orange Range, wydany 22 lutego 2002.
Pochodzi z niego singel "Michishirube". Płyta ukazała się w dwóch wersjach – wydaniu na cały kraj oraz, z alternatywną okładką, na Okinawę (21 kwietnia 2002).

## Lista utworów
1. "Sōjūko" (jap. 奏重鼓)
2. "Gadget Groove" (jap. ガジェットグルーヴ Gajetto Gurūvu)
3. "Kirikirimai" (jap. キリキリマイ)
4. "Flower Garden" (jap. フラワーガーデン Furawā Gāden)
5. "Chūdoku" (jap. 中毒)
6. "Velocity" (jap. ベロシティー Beroshitī)
7. "Funk Tune" (jap. ファンクテューン Fanku Chūn)
8. "Sōjūko -RKDRMX-" (jap. 奏重鼓 -RKDRMX-)